# NGC 7746
NGC 7746 (również PGC 72319 lub UGC 12768) – galaktyka soczewkowata (S0), znajdująca się w gwiazdozbiorze Ryb. Odkrył ją Lewis A. Swift 7 września 1886 roku.